# Nicolaus Reimers

Sistema Tychónico

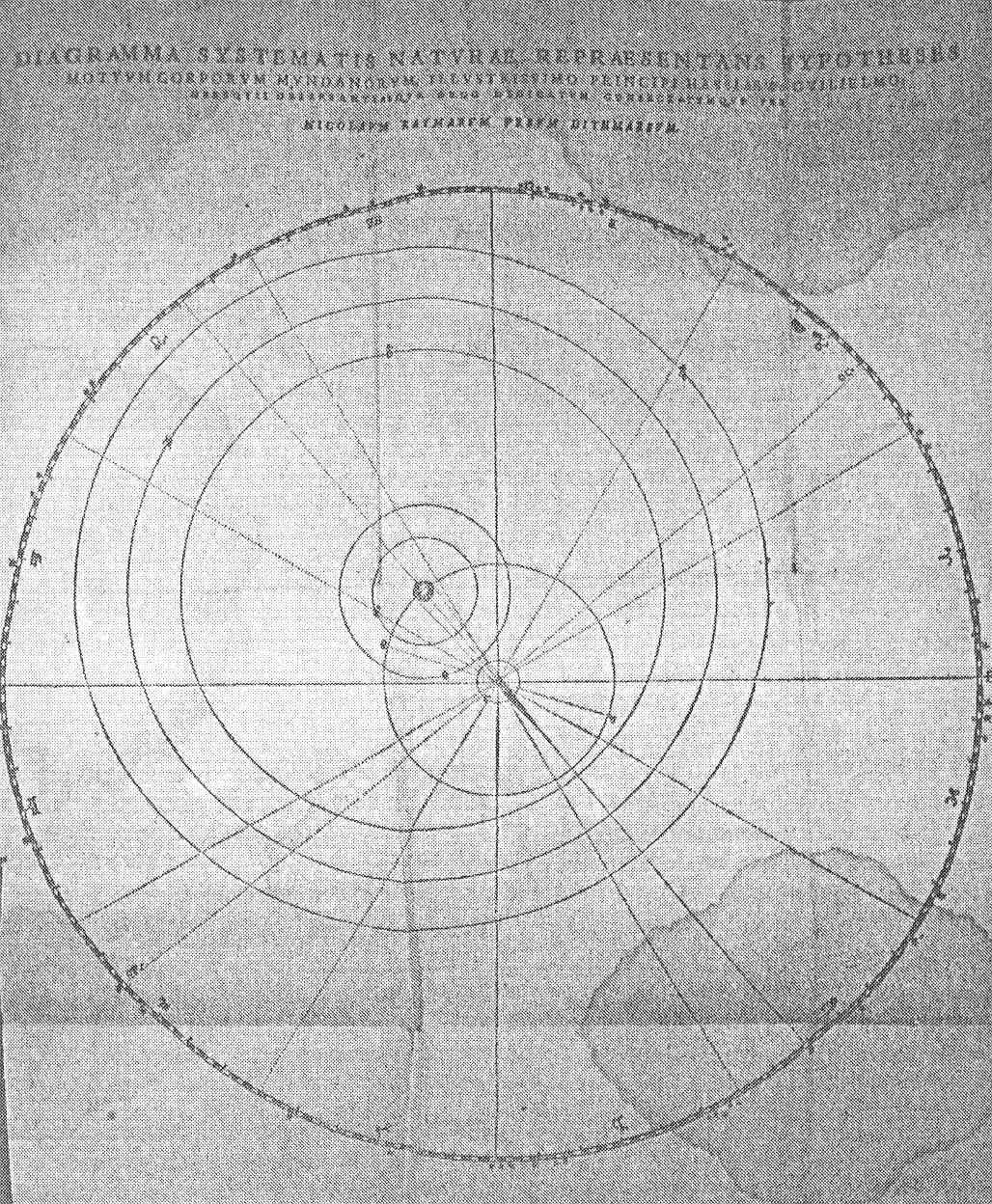
Modelo planetario geo-heliocéntrico de Nicolaus Reimer (1588)

Nicolaus Reimers Baer (2 de febrero de 1551-16 de octubre de 1600), también Reimarus Ursus, Nicolaus Reimers Bär o Nicolaus Reymers Baer, fue astrónomo y matemático de la corte del emperador Rodolfo II. Debido al origen de su familia, era también conocido como Bär, latinizado como Ursus ("Oso"). 

## Semblanza
Reimers nació en Hennstedt. Dedicado a cuidar cerdos hasta los 18 años, prácticamente no recibió ningún tipo de instrucción formal. Sin embargo Heinrich Rantzau descubrió su talento natural y lo empleó de 1574 a 1584 como geómetra. En 1580, Reimers publicó una gramática latina y en 1583 su Geodaesia Ranzoviana. Rantzau también lo puso en contacto con Tycho Brahe.
De 1585 a 1586 trabajó como tutor privado en Pomerania y de 1586 a 1587, Reimers se incorporó a la corte de Guillermo IV de Hesse-Kassel en Kassel, donde conoció al fabricante de instrumentos científicos suizo Joost Bürgi (1552-1632). Ambos eran autodidactas y compartían una forma de pensar similar. Como Bürgi no entendía el latín, Reimers tradujo la obra de Copérnico De revolutionibus orbium coelestium al alemán. Una copia de la traducción se conserva en Graz, denominada "Grazer Handschrift".
Reimers se convirtió en un rival acérrimo de Tycho Brahe (su sucesor como matemático imperial) después de que reclamó el sistema tychónico como propio. Tycho denunció que Ursus había plagiado tanto su sistema del mundo, como el modelo matemático de la prostaféresis. Los historiadores se han puesto del lado de Ursus en el segundo asunto, concluyendo que esta técnica fue invención de Paul Wittich y de Joost Bürgi.
En 1588 reclamó haber ideado un modelo del sistema solar en el que los planetas giraban alrededor del Sol, mientras que la Tierra solo giraba alrededor de su eje. En esto difería del modelo de Copérnico, que había postulado que la Tierra también orbitaba alrededor del Sol. Ursus objetó al modelo copernicano que violaba el principio aristotélico de no permitir más de un movimiento natural por cada cuerpo.
Johannes Kepler cometió un embarazoso error al inicio de su carrera al enviar una carta laudatoria a Reimers mientras intentaba conseguir el patronazgo de Tycho. Ursus publicó la carta en el prefacio del trabajo en el que reclamaba la prioridad de sus ideas cosmológicas sobre las de Tycho.
Pero a diferencia del sistema geoheliocéntrico de Tycho, en el que la Tierra no rota y Marte y la órbita del Sol se cruzan, en el modelo de Ursus y de su seguidor Roslin la Tierra realiza una rotación diaria y las órbitas de Marte y el Sol no se cruzan, evitando la conclusión de Tycho de que las esferas celestiales sólidas se interpenetraban. Pero por otro lado, en el sistema de Reimer según la ilustración que describe su modelo, las órbitas de Mercurio y de Venus evidentemente cruzarían la órbita de Marte, y de hecho, también cruzarían la órbita de Júpiter.
Aun así, Kepler descubrió que Tycho había postulado el cruce de las órbitas de Marte y del Sol porque había concluido erróneamente de sus datos que la posición de Marte era más cercana al Sol que la de la Tierra. La fuente del error fue un cálculo equivocado de un asistente sobre el paralaje diario de Marte a partir de las observaciones realizadas durante la oposición del planeta de 1582-1583, considerándolo mayor que el supuesto paralaje del Sol de 3'. Kepler descubrió que las observaciones de Tycho revelaban poco o ningún paralaje de Marte, implicando que estaba situado más lejos que el Sol durante la oposición. Esto habría refutado el sistema de Tycho en favor del de Ursus y Roslin. Parece que todavía está por determinar si el sistema astronómico dominante del siglo XVII era el sistema geoheliocéntrico de Tycho o el de Ursus y Roslin, al menos respecto a que las órbitas del Sol y de Marte se cortan o no; y también en relación con si la Tierra rota sobre sí misma o no.
Reimers murió en Praga.

## Trabajos
- Grammatica Ranzoviana, 1580.
- Geodaesia Ranzoviana, Leipzig 1583.
- Nicolai Raymari Ursi Dithmari Fundamentum astronomicum, Straßburg 1588.
- Metamorphosis Logicae, Straßburg 1589.
- "Nicolai Raymari Ursi Dithmarsi Croius Puer seu Carmen Gratulatorium", Straßburg 1589.
- "Alt und auch Röm. Schreibkalender auff das Jahr 1593", Erfurt 1592.
- "Prognosticon Astrologicum dieses 1593. Jahrs", Erfurt 1592.
- "Alt und New Schreibcalender auff das Jahr 1594", Erfurt 1593.
- "Allegory to Emperor Rudolph II.", 1594.
- "Nicolai Raymari Ursi Dithmarsi Parentatio Iacobi Curtii", Prag 1594.
- Nicolai Raimari Ursi Dithmarsi de Astronomicis Hypothesibus, Prag 1597.
- Chronotheatron, Prag 1597.
- "Demonstratio Hipotheses Motuum Coelestium", Prag.
- "Nicolai Raimari Ursi Dithmarsi Arithmetica Analytica vulgo Cosa oder Algebra", Frankfurt/Oder 1601.
- "Nicolai Raimari Ursi Ditmarsi Chronologische Beweisung", posthum Nürnberg 1606, Schleswig 1606, Schleswig 1666.

## Eponimia
- El cráter lunar Reimarus lleva este nombre en su memoria.[7]